# Trespass (album Genesisa)
Trespass je drugi studijski album britanskog sastava Genesis.

## Popis pjesama
Sve pjesme napisali su Tony Banks, Peter Gabriel, Anthony Phillips i Mike Rutherford.
Strana A
1. "Looking for Someone" – 7:06
2. "White Mountain" – 6:45
3. "Visions of Angels" – 6:51

Strana B
1. "Stagnation" – 8:50
2. "Dusk" – 4:13
3. "The Knife" – 9:00

## Izvođači
- Peter Gabriel – vokal, flauta, oboa, harmonika, udaraljke
- Anthony Phillips – akustična i električna gitara, udaraljke, prateći vokal
- Mike Rutherford – bas-gitara, gitara, violončelo, prateći vokal
- Tony Banks – orgulje, glasovir, mellotron, gitara, prateći vokal
- John Mayhew – bubnjevi, udaraljke, prateći vokal